# Carlos Francisco Jovel Navas
Carlos Francisco Jovel Navas  (sinh ngày 6 tháng 1 năm 1982 ở Usulután, El Salvador) là một cầu thủ bóng đá người El Salvador.
Anh là con trai của cựu tuyển thủ World Cup José Francisco Jovel.

## Sự nghiệp câu lạc bộ
Jovel vượt qua đội dự bị tại câu lạc bộ quê nhà Luis Ángel Firpo, nhưng lại có màn ra mắt cùng với Atlético Chaparratique ở Second division năm 2001. Anh trải qua một thời gian tại Dragón trước khi gia nhập đội bóng tại Premier Division Vista Hermosa năm 2005.
Anh trở lại Luis Ángel Firpo năm 2010.